# І́
Cette page contient des caractères spéciaux ou non latins. S’ils s’affichent mal (▯, ?, etc.), consultez la page d’aide Unicode.

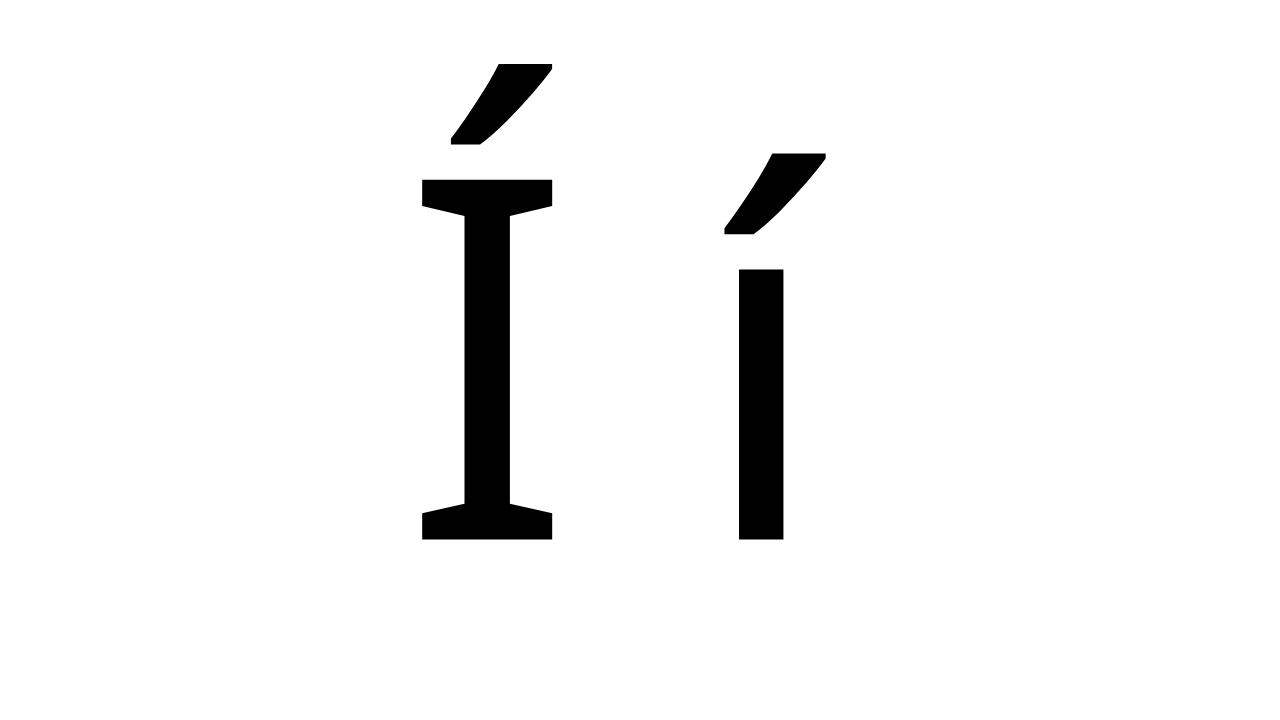

Le i biélorusse-ukrainien accent aigu (capitale І́, minuscule і́) est une lettre de l'alphabet cyrillique utilisée en biélorusse,  rusyn et ukrainien.

## Utilisations
En biélorusse, en rusyn et en ukrainien, ‹ І́, і́ › est utilisé lorsque l’intonation est indiquée avec l’accent aigu sur le i biélorusse-ukrainien ‹ І, і ›.

## Représentation informatique
Le i biélorusse-ukrainien accent aigu peut être représenté avec les caractères Unicode suivants (cyrillique, diacritiques), :
| formes    | représentations | chaînes de caractères | points de code | descriptions                                            |
| --------- | --------------- | --------------------- | -------------- | ------------------------------------------------------- |
| capitale  | І́               | І◌́                    | U+0406 U+0301  | lettre majuscule cyrillique iou diacritique accent aigu |
| minuscule | і́               | і◌́                    | U+0456 U+0301  | lettre minuscule cyrillique iou diacritique accent aigu |